# Chemins de fer trans-guinéens

Les chemins de fer transguinéens sont un ensemble proposé de chemins de fer à voie normale pour charges lourdes en Guinée pour soutenir le transport de minerai de fer et de bauxite principalement.

## Aperçu
Les chemins de fer existants en Guinée sont mal entretenus et faibles, et devraient être reconstruits à partir de zéro pour supporter une augmentation de dix ou cent fois le volume de matières transportables. Les nouvelles lignes permettraient également d'éviter les rampes et les pentes qui péjorent l'exploitation sur ce terrain accidenté.

## Jauge
Les nouvelles lignes seraient à voie normale de 1435 mm de manière à tirer le meilleur parti de l'équipement disponible sur étagère et à obtenir la valeur de seconde main la plus élevée de l'équipement excédentaire. L'existence de lignes résistantes à voie étroite réussies en Afrique du Sud, dans le Queensland et au Brésil n'affecterait pas ce choix.

## Chemin de fer trans-guinéen du Nord
Ce chemin de fer à voie normal de 135 km est en cours de construction pour relier les mines de bauxite Santou II et Houda autour de Boffa au nouveau port fluvial de Dapilon à Yakabya, à environ 25 km à l'ouest de Boké . La ligne, qui doit être achevée en 2021, est destinée à transporter principalement de la bauxite. Le port de Dapilon a été critiqué pour les effets de la poussière de bauxite causant des dommages environnementaux aux champs, aux plantations de cajou et aux riverains voisines.

## Chemins de fer trans-guinéens du sud
Ce chemin de fer de 670 km, dont la mise en service est prévue pour 2025, reliera les mines de minerai de fer autour de Simandou (sud-est de la Guinée) au nouveau port en eau profonde de Morébaya. Le coût total de ce projet, y compris la mine, le port et le chemin de fer, etc., est estimé à 17 milliards de dollars EU. Le projet est géré par la joint-venture BOKÉ Mining Company (SMB) qui a remporté l'appel d'offres pour l'exploitation des blocs 1 et 2 des gisements de minerai de fer de Simandou en 2019. La nouvelle ligne prévue est à peu près parallèle à la frontière sud de la Guinée avec la Sierra Leone et le Libéria. Les régions desservies seront Kindia, Mamou, Faranah et Nzérékoré.

## Plans
- La carte de l'Atlas du HCR (2004) montre la topographie.
- La carte des Nations Unies montre les provinces; les villes; les chemins de fer